# キュノスケファライの戦い (紀元前364年)
キュノスケファライの戦い（英：Battle of Cynoscephalae）は紀元前364年にペロピダス指揮下のテバイ軍とフェライの僭主アレクサンドロス率いるテッサリア軍が戦った会戦である。
アレクサンドロスは勢力拡大を目論んで周辺諸国への侵略を行っており、テッサリアの国々はテバイに救援を求めた。そしてテバイからはペロピダス率いる軍が派遣された。
ペロピダスはかつてアレクサンドロスの元に無防備で交渉に行った時に捕えられ、それ以来アレクサンドロスを恨んでいた。ペロピダスはアレクサンドロスの姿を見つけるや否やアレクサンドロスめがけて突進したが、アレクサンドロスは味方の重装歩兵の後ろに隠れて逃げた。怒りに燃えたペロピダスはなおも彼を追ったため、深追いしすぎた。そして味方から孤立してしまい、敵の槍と矢を浴びて戦死した。しかし、この頃にはもはやテバイ軍の勝利が確定しつつあり、戦いはテバイの勝利に終わった。
この戦いも後もテバイはアレクサンドロスと戦い、最終的に征服地の返還とボイオティア連合への加盟、つまりテバイの従属的な同盟国になることを強いた。